# Потапцы
Пота́пцы (укр. Потапці) — село в Каневском районе Черкасской области Украины.

## История
В июле 1995 года Кабинет министров Украины утвердил решение о приватизации находившегося здесь совхоза.
Население по переписи 2001 года составляло 343 человека.

## Известные уроженцы
- Несвитский, Яков Иванович (1911—1974) — украинский советский учëный в области автомобильного транспорта, доктор технических наук (с 1966), профессор (с 1966). Основатель научной школы КАДИ по надëжности автомобилей. Лауреат Государственной премии Украинской ССР в области науки и техники.

## Местный совет
19013, Черкасская обл., Каневский район, с. Потапцы